# Балхаш (город)

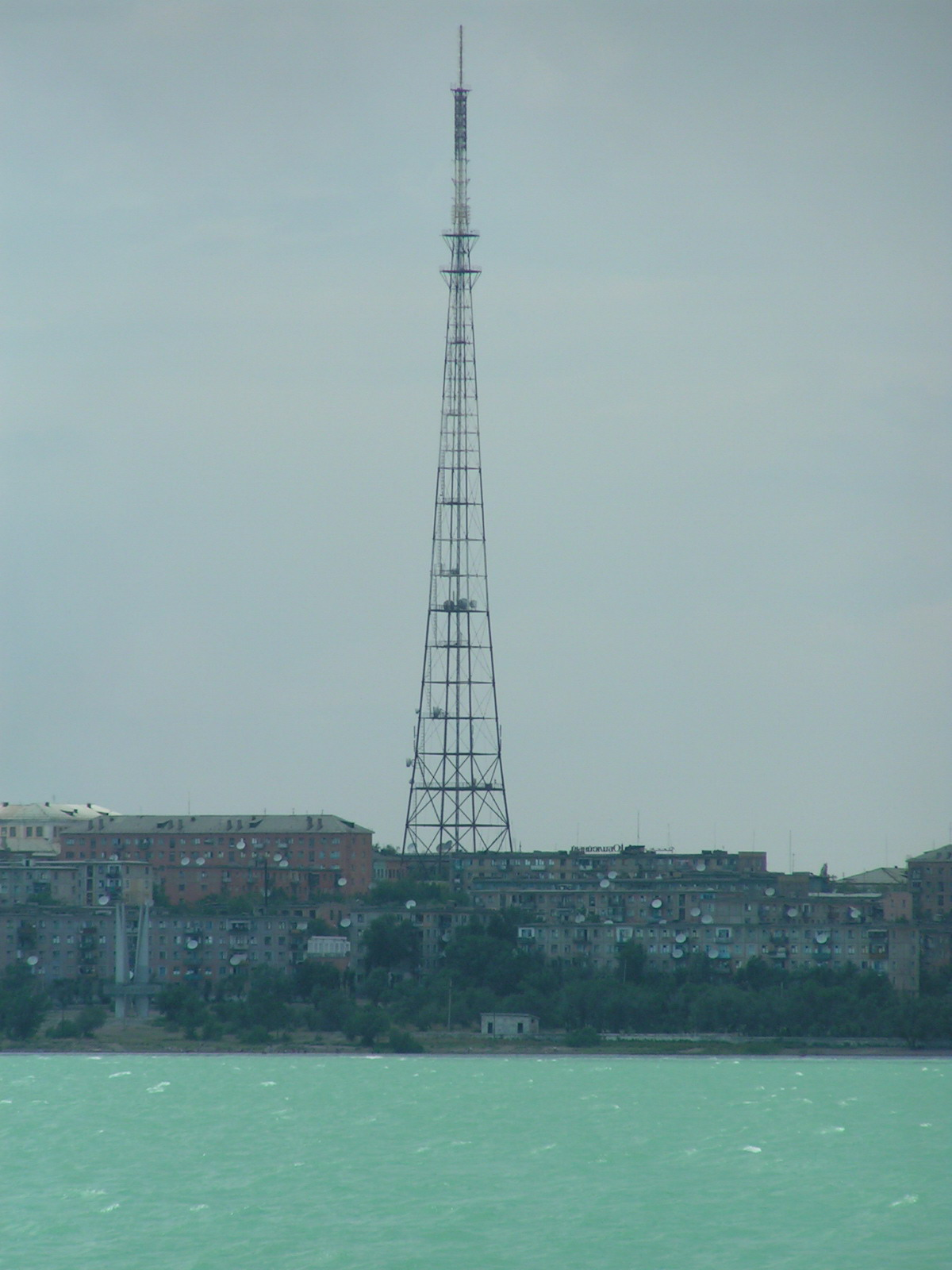
Вид города Балхаш. Южная сторона

Балха́ш (каз. Балқаш / Balqaş) — город областного подчинения в Карагандинской области Казахстана (с 20 марта 1973 года был в Джезказганской области, с 8 сентября 1992 года до 3 мая 1997 года — в Жезказганской области). Город расположен на северном побережье озера Балхаш, у бухты Бертыс, в южной части Центрально-Казахстанского мелкосопочника.
Рождение и развитие города стало результатом обнаружения богатых залежей медной руды в 1928 году.

## История
9 ноября 1932 год в рабочем посёлке была открыта первая школа — школа № 1. В 1935 году в Балхаше открылась первая в Казахстане секция парашютного спорта. 11 апреля 1937 год рабочее поселение Прибалхашстрой, возведённое в связи со строительством медеплавильного завода (БГМК), преобразовано в город Балхаш решением ЦИК Казахской ССР.
Во время Великой Отечественной войны на фронт была призвана большая часть мужского населения города. Их места в цехах заняли женщины. На Восточно-Коунрадском руднике добывался шахтным способом молибден, который был важным составным элементом в танковой броне, 90 % которого для страны поставлял Балхаш. Это тоже один из секретов брони танка «Т-34». В отличие от СССР, Германия не имела доступа к этому элементу, а попытки его получения из Африки и др. материков успешно пресекались странами антигитлеровской коалиции.
После второй мировой войны в строительстве города принимали участие японские военнопленные. В частности, ими были построены здания «Дворца металлургов» и аэропорта. Позднее выяснилось, что во время строительства под фундаменты нескольких зданий военнопленными были заложены пустые металлические бочки, которые через десятилетия проржавели и вызвали проседание грунта, повлёкшее за собой появление трещин на стенах домов.
После распада СССР, в период между 1991 и 1996 годами, город и его жители пережили острый кризис (как и все остальные граждане бывшего СССР), вызванный дефицитом денежной массы в обращении: безработица, отключения электричества, слабое центральное отопление, а медеплавильный комбинат работал с перебоями.
Во второй половине 1990-х ситуация как в городе, так и в экономике страны стабилизировалась. Был построен новый микрорайон (так называемые «Канадские коттеджи»). Начали устойчиво функционировать школы, медучреждения, техникум.
Решениями Республиканской ономастической комиссии при Правительстве Республики Казахстан былы проведены переименования русских названий улиц города.

## Администрация
С 29 мая 2012 года должность акима города Балхаш занимал Нурлан Ерикбаевич Аубакиров. Поводом для назначения послужило назначение бывшего акима Кадыржана Тейлянова на должность председателя Комитета рыбного хозяйства Министерства сельского хозяйства Республики Казахстан.
С 13 июня 2015 года аким города Балхаша — Аглиулин Александр Минвалиевич.
10 июля 2019 года акимом города Балхаш назначен Таурбеков Ораз Кайсаевич.
Территория под управлением городской администрации (акимата) города Балхаш составляет 591591 га, в том числе 203003 га составляют земли населённых пунктов. В подчинении у Балхашской городской администрации находятся следующие населённые пункты: Балхаш, посёлок Саяк (478 га, 3172 жителя), посёлок Гульшат и административно в его составе также посёлок Чубар-Тюбек (26,0 тыс. га, 520 жителей). В мае 1997 года город Балхаш административно включён в Карагандинскую область, в связи с изменениями границ последней. До этого город был в составе Жезказганской области.

### Первые секретари горкома
1. Абугалиев Жунус Абугалиевич 1971—1988[11]

### Акимы
1. Григорьевский Владимир Александрович (1993-95г.г.)
2. Попович В. Г.
3. Мазуренко Владимир Петрович (1995 г.г. глава администрации) (1995-97г.г. аким города)
4. Ахметов, Касымхан Каскенович 1997 — июнь 2003
5. Мукатов Кариполла Орынбекович (2003—2005)
6. Токушев Кажымурат Абулхаирович (2005—2007)
7. Тейлянов Кадыржан Гейнятович (09.2007-04.2012)
8. Аубакиров, Нурлан Ерикбаевич (05.2012-06.2014)
9. Райымбеков Ардак Татымбекович (07.2014-06.2015)
10. Аглиулин Александр Минвалиевич (06.2015-07.2019)
11. Таурбеков, Ораз Кайсаевич (с 07.2019)[12]
12. Кайрат Амангельдиевич Камзин с 5 сентября 2022 — 10.05.2023
13. Сапар Қайыркенұлы Сатаев с 10.05.2023 г — по н.в.

## Население
| 1939    | 1959    | 1970    | 1979    | 1989    | 1999    | 2009    |
| ------- | ------- | ------- | ------- | ------- | ------- | ------- |
| 32 521  | ↗53 031 | ↗75 965 | ↗78 145 | ↗86 742 | ↘65 431 | ↗68 833 |
| 2014    | 2021    |         |         |         |         |         |
| ↗78 002 | ↘73 785 |         |         |         |         |         |

В 2013 году решением городского маслихата посёлок Конырат был включён в состав города в качестве микрорайона Конырат. Численность города увеличилась на 3162 человека.
Плотность населения составляет 316,9 чел/км²(на начало 2019 года). Без учёта не населённых пунктов.
Численность населения города без подчинённых населённых пунктов составляет 78 863 человека (на начало 2021 года).
Национальный состав с учётом населения подчинённых населённых пунктов (на начало 2021 года):
- казахи — 56 411 чел. (72,00 %)
- русские — 19 132 чел. (22,30 %)
- корейцы — 1014 чел. (1,32 %)
- немцы — 922 чел. (1,23 %)
- татары — 798 чел. (1,05 %)
- украинцы — 501 чел. (0,75 %)
- узбеки — 197 чел. (0,25 %)
- чеченцы — 164 чел.(0,20 %)
- азербайджанцы — 135 чел. (0,17 %)
- белорусы — 87 чел. (0,13 %)
- другие — 993 чел. (1,27 %)
- Всего — 80 136 чел. (100,00 %)

В последние годы резко уменьшилось количество русского населения и наоборот, увеличилось количество казахов, приезжающих в основном из сельской местности. В начале 1990-х годов были предприняты попытки привлечения из Китая и Монголии потомков казахов, покинувших страну во время Гражданской войны 1918—1921 гг. 

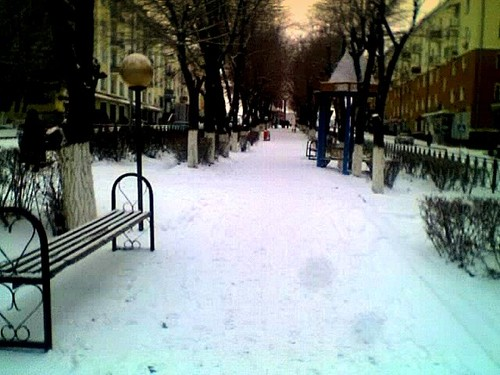
Балхаш зимой. Центральная улица

Климат в городе резко континентальный.
- Среднегодовая температура — +6,3 C°
- Среднегодовая температура (2013 г.) — +7,9 С°
- Среднегодовая скорость ветра — 4,2 м/с
- Среднегодовая влажность воздуха — 62 %

| Показатель                                                                | Янв.  | Фев.  | Март  | Апр.  | Май  | Июнь | Июль | Авг. | Сен. | Окт.  | Нояб. | Дек.  | Год   |
| ------------------------------------------------------------------------- | ----- | ----- | ----- | ----- | ---- | ---- | ---- | ---- | ---- | ----- | ----- | ----- | ----- |
| Абсолютный максимум, °C                                                   | 3,9   | 6,1   | 24,5  | 32,5  | 34,4 | 37,6 | 40,9 | 39,5 | 37,6 | 27,2  | 17,4  | 7,5   | 40,9  |
| Средний суточный максимум, °C                                             | −8,7  | −6,7  | 1,7   | 14,3  | 22,1 | 27,9 | 29,6 | 28,1 | 21,7 | 12,9  | 3     | −5,2  | 11,7  |
| Средняя температура, °C                                                   | −13,3 | −12,1 | −3,6  | 8,3   | 16,4 | 22,3 | 24,2 | 22,4 | 15,6 | 7,1   | −1,8  | −9,7  | 6,3   |
| Средний суточный минимум, °C                                              | −17,6 | −16,8 | −8,2  | 3,1   | 10,7 | 16,3 | 18,5 | 16,3 | 9,3  | 2     | −5,7  | −13,7 | 1,2   |
| Абсолютный минимум, °C                                                    | −40,1 | −40,2 | −30,8 | −14,2 | −5,5 | 4    | 6,9  | 3,7  | −4,7 | −14,8 | −32,7 | −41,2 | −41,2 |
| Норма осадков, мм                                                         | 13    | 11    | 12    | 10    | 15   | 12   | 14   | 9    | 3    | 9     | 16    | 13    | 137   |
| Источник: Погода и климат. pogoda.ru.net. Дата обращения: 27 апреля 2025. |       |       |       |       |      |      |      |      |      |       |       |       |       |

## Галерея

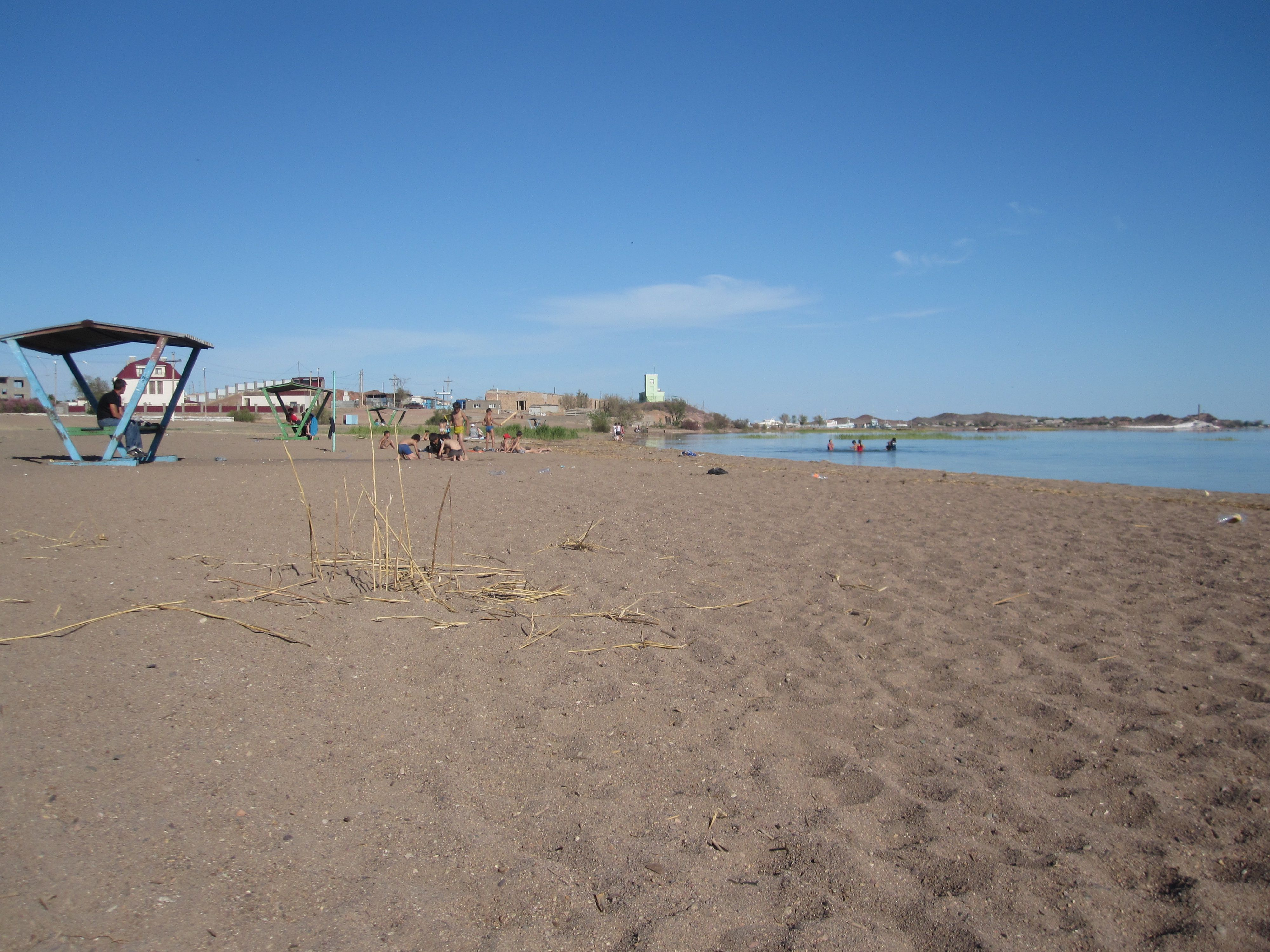
Городской пляж (часть)
Памятник Агыбай батыру
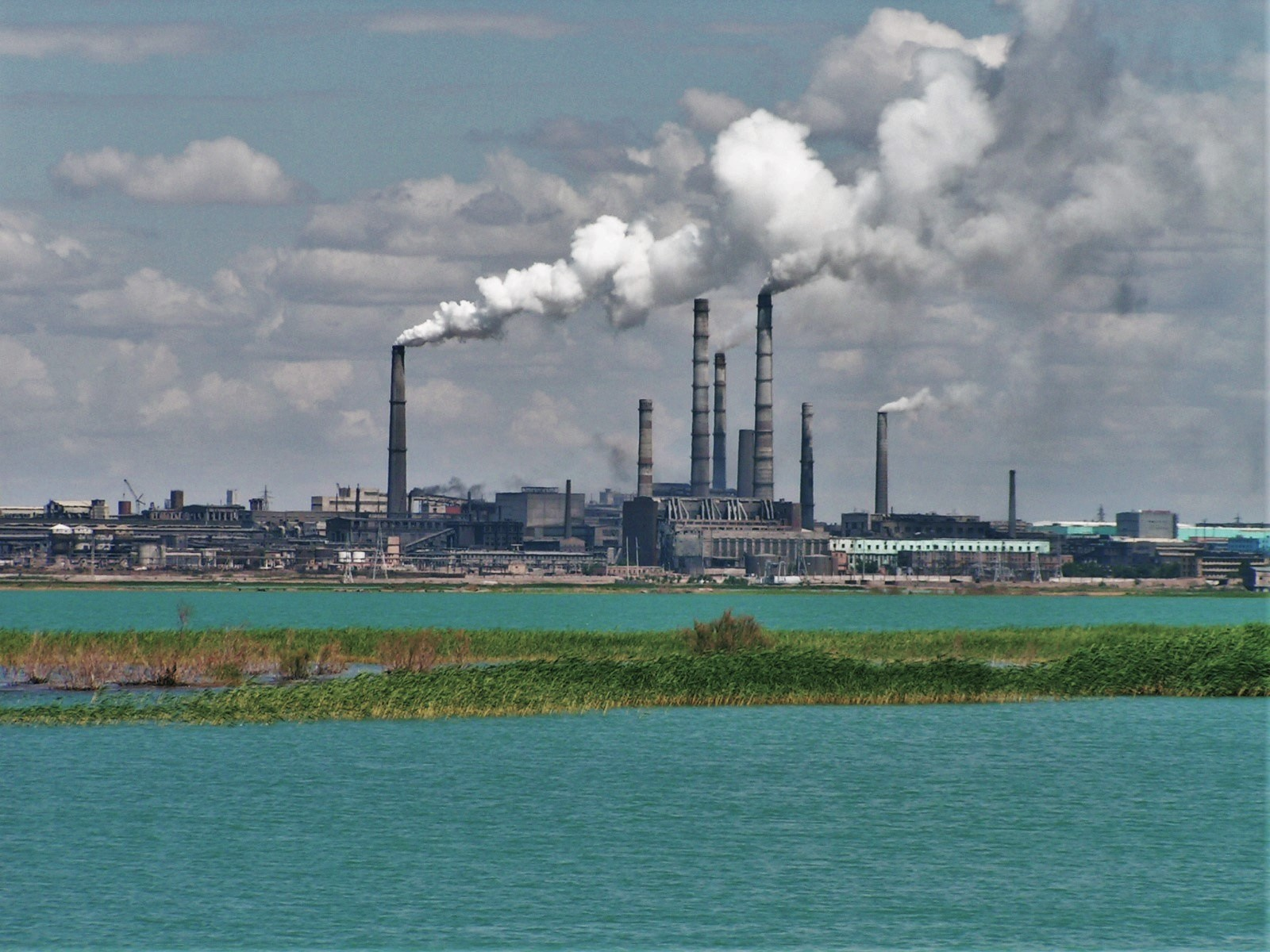
ПО «Балхашцветмет»
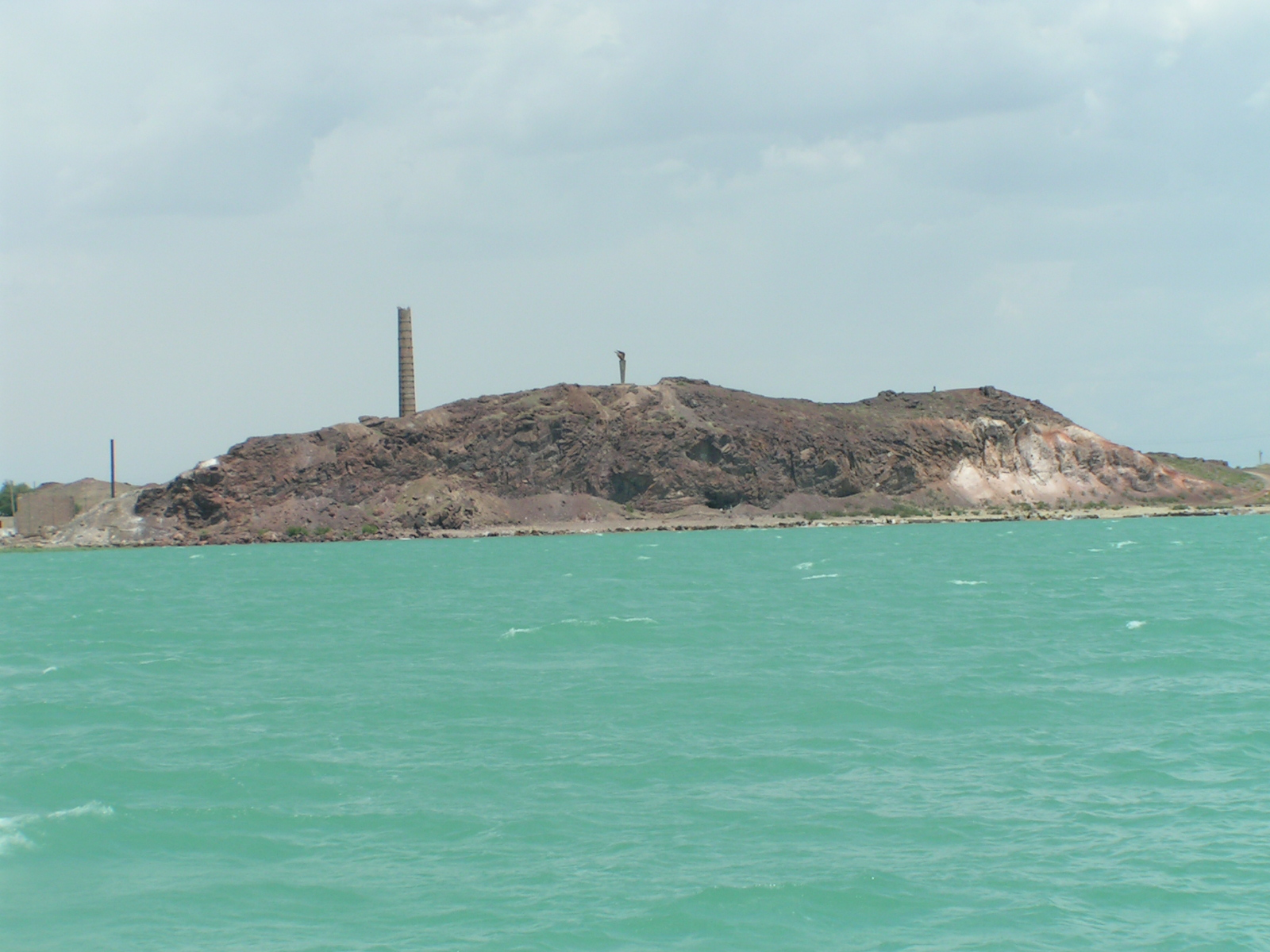
Старая площадка
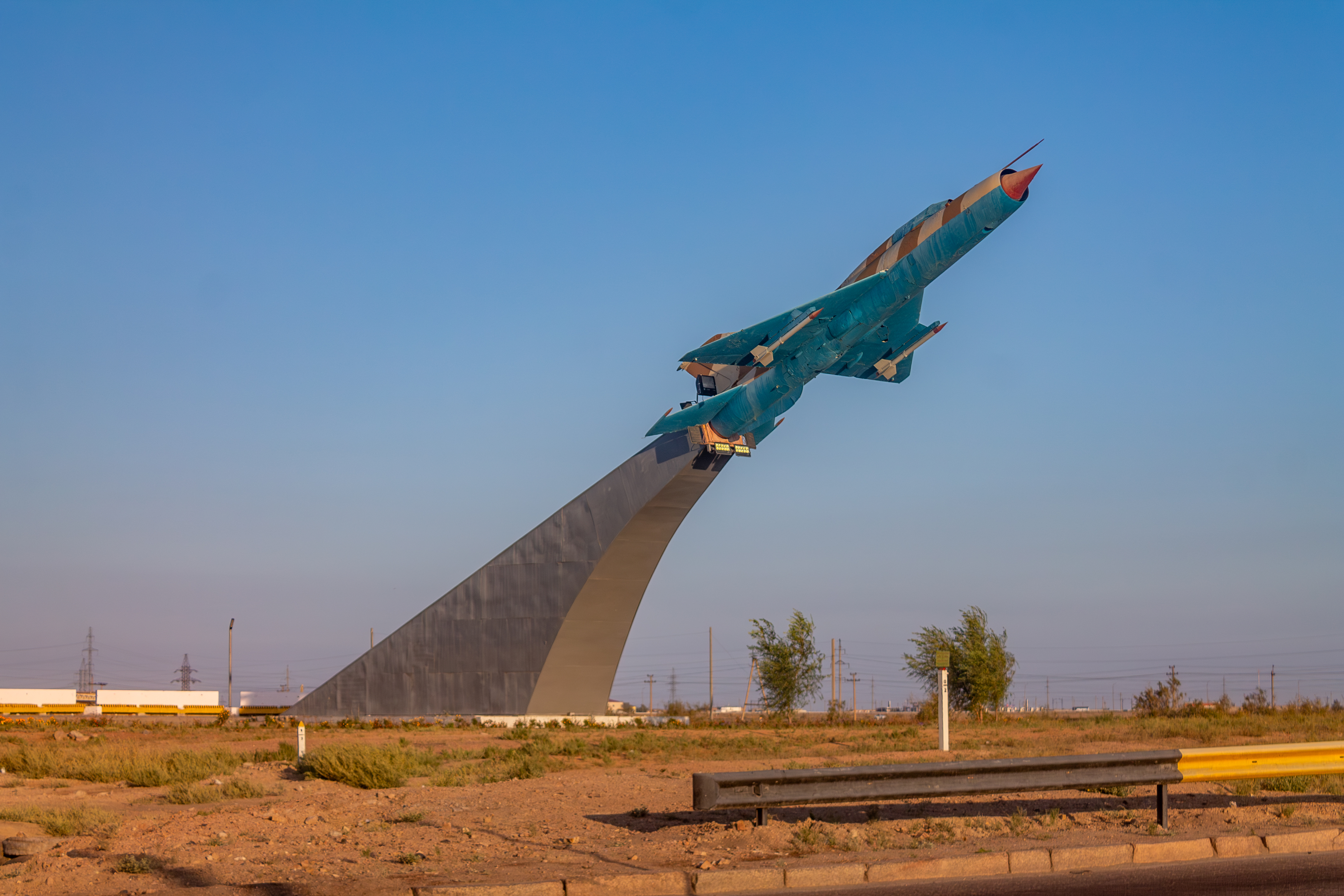
Самолёт МиГ-21
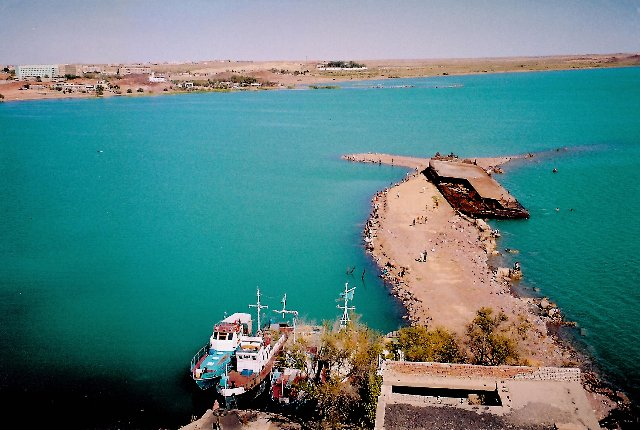
Дамба
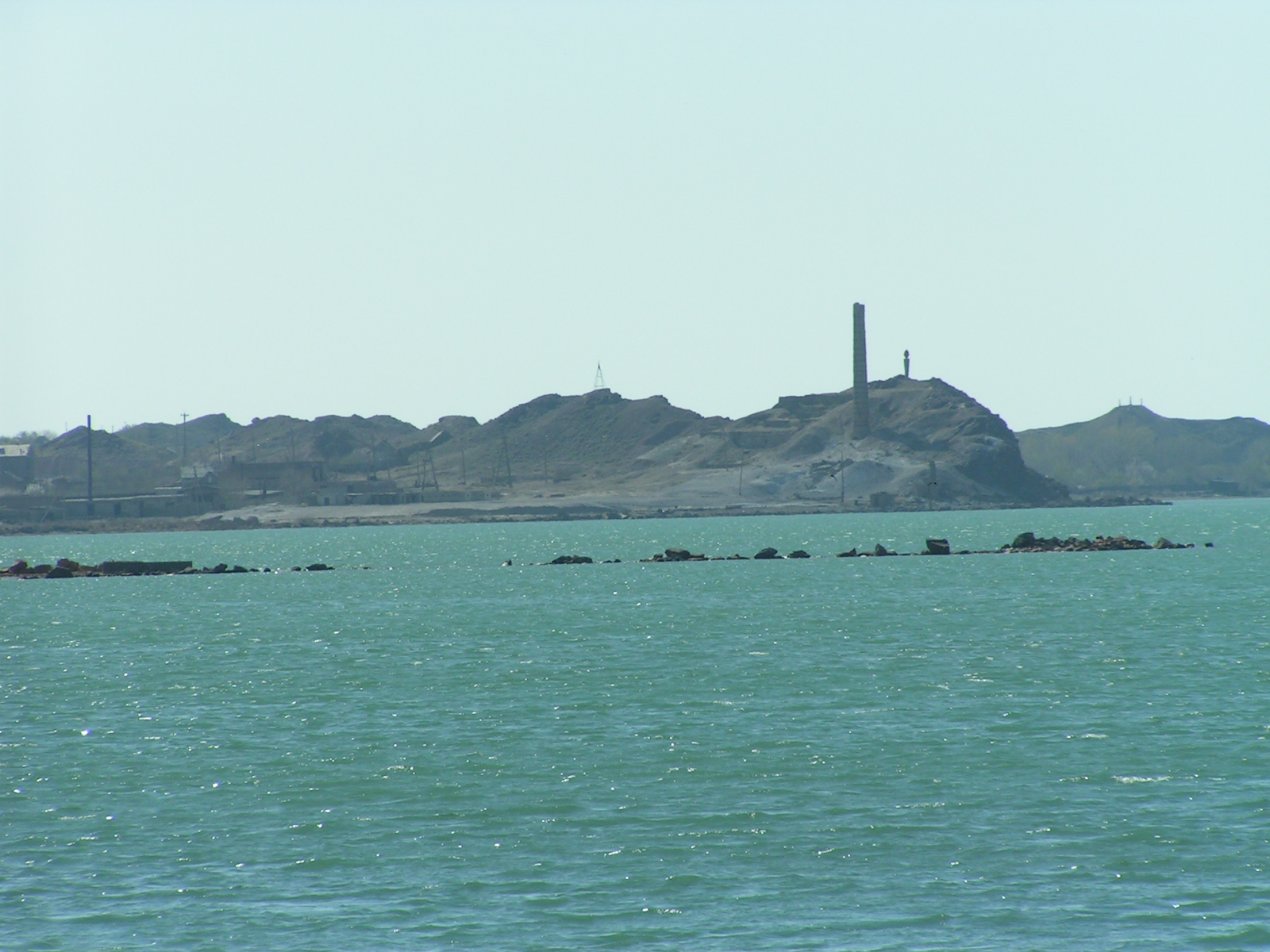
Вид на озеро и старую площадку
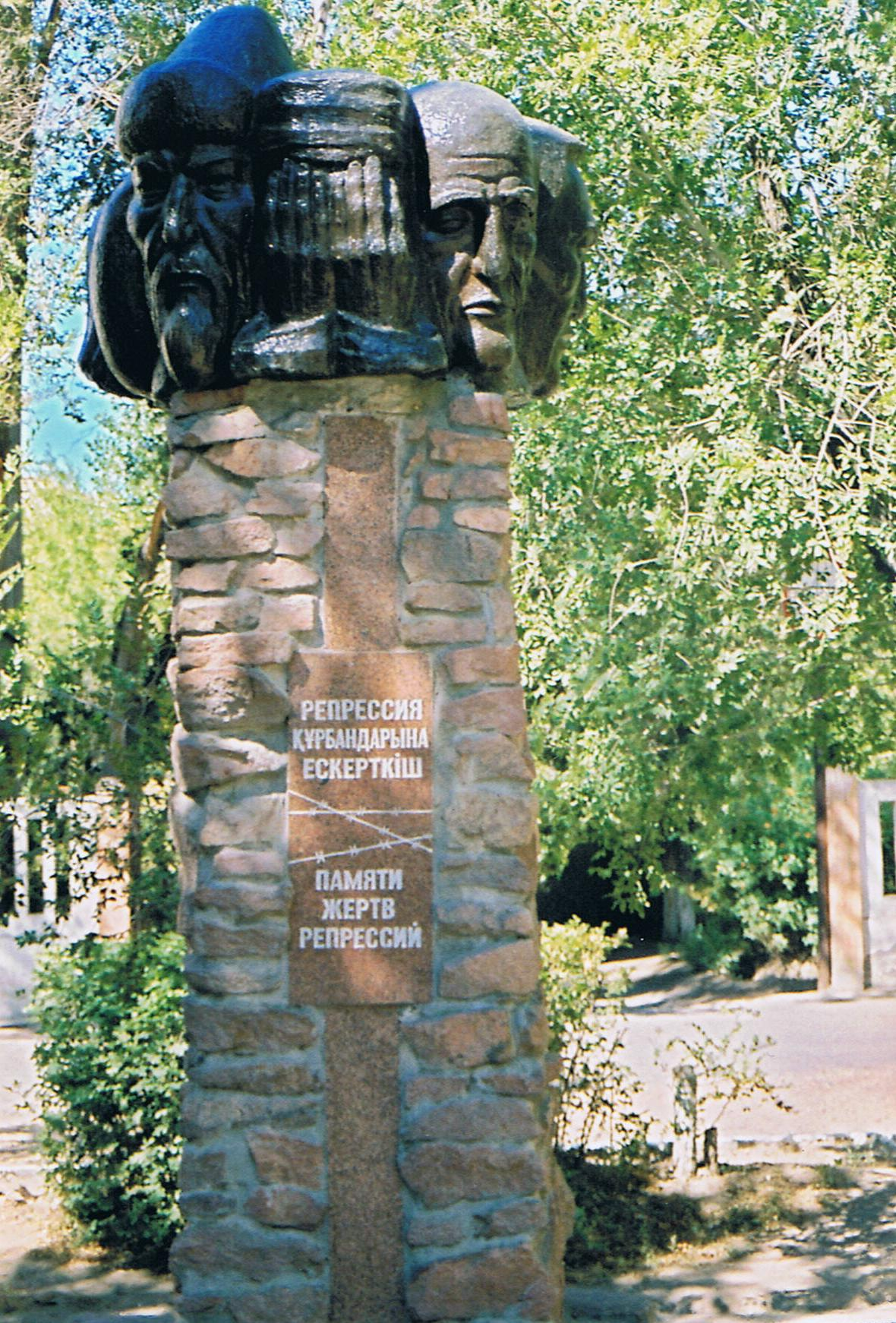
Памятник жертвам репрессий в Балхаше
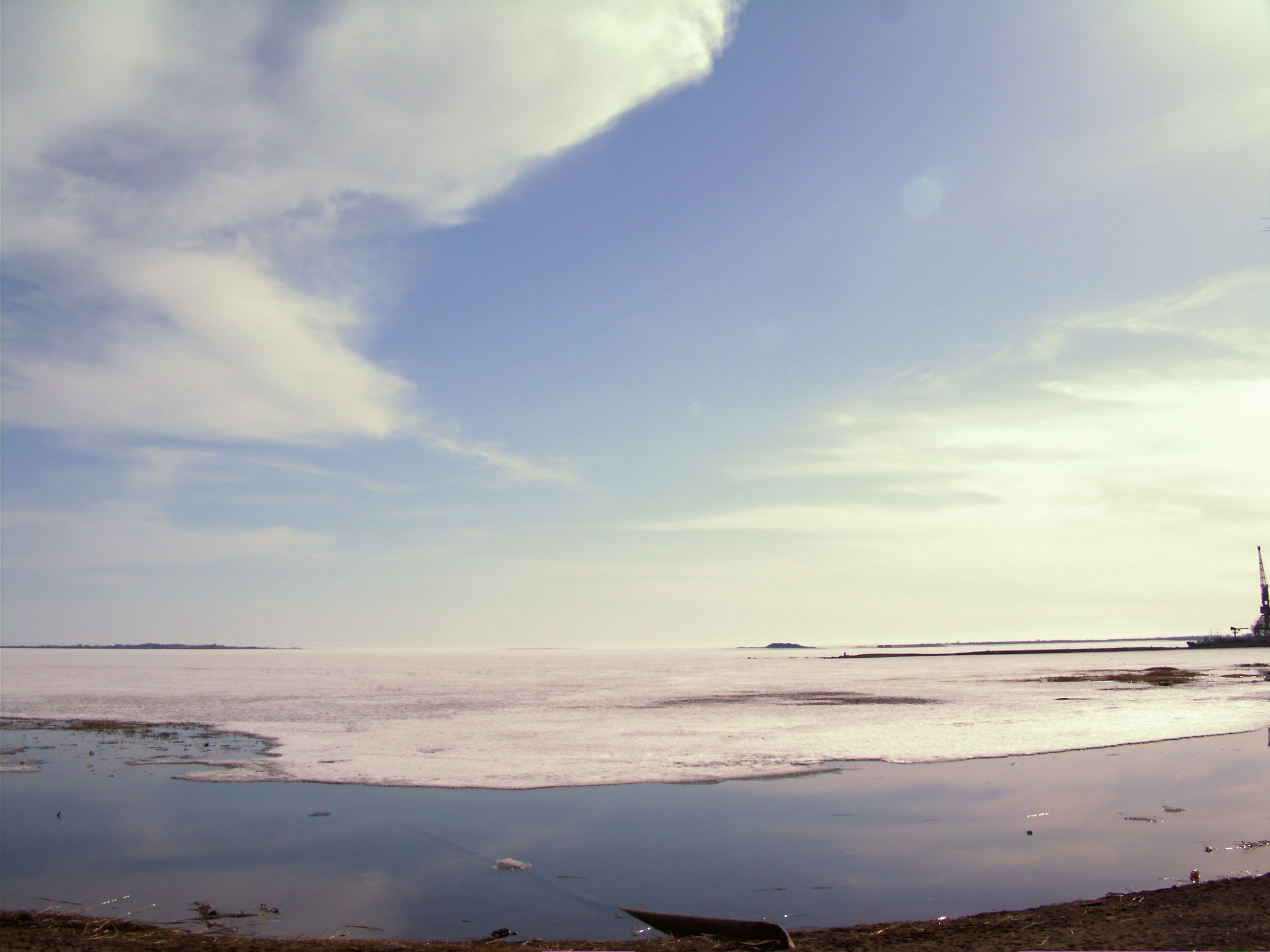
Озеро весной. Пляж. 22 марта 2008
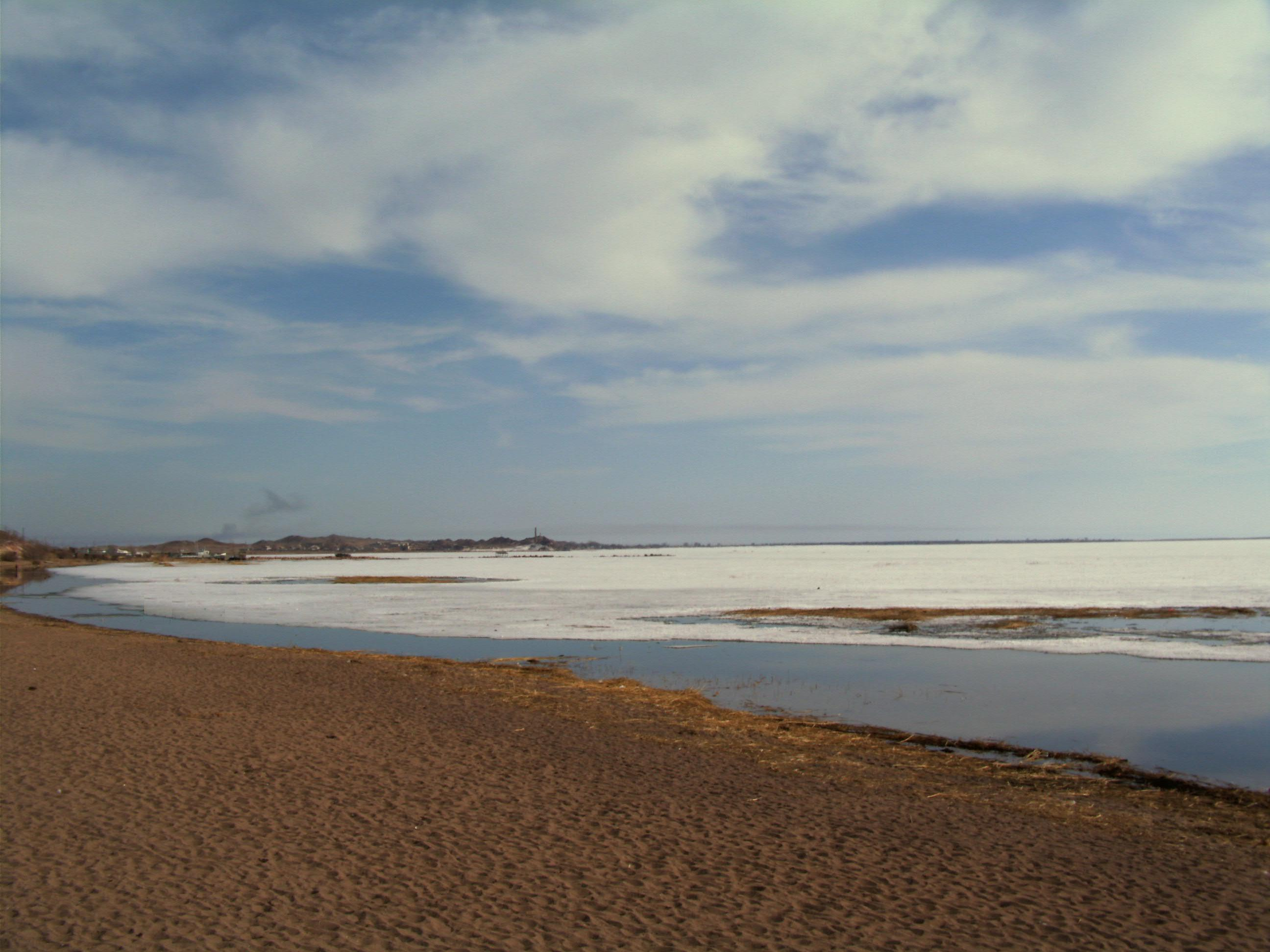
Озеро Балхаш. Пляж. 22 марта 2008

## Экономика
Балхаш является одним из важнейших центров цветной металлургии в Казахстане. Градообразующим предприятием является горно-металлургический комбинат. Имеются также предприятия рыбной и мясной промышленности.
В 1967 году на Лондонской международной выставке балхашская медь была признана мировым эталоном меди.
Имеется «Завод по обработке цветных металлов», который специализируется на выпуске плоского и круглого проката на основе медных сплавов. Основные потребители продукции — монетные дворы. Из проката, выпускаемого АО «ЗОЦМ», изготовлены монеты Казахстана, России, Германии, Индии и других стран. Действует много строительных организаций — АО «Механомонтаж», АО «Электромонтаж», ТОО «Мирас-Бизнес Сервис», ТОО «Самал-Сервис» и другие.
В городе работают предприятия пищевой промышленности — ТОО «Балхаш-Нан», ТОО «Балқашсүт», обеспечивающие своей продукцией весь Балхашский район. В городе функционирует предприятие «Балхашбалык», которое обеспечивает рыбой область.
Функционируют локомотивное и вагонное депо, обеспечивающие движение на линии Балхаш — Саяк, Балхаш — Мойынты.
Водоснабжение г. Балхаша осуществляется от подземных вод реки Токрау. Существующий водовод находится в эксплуатации с 1967 года.
За 2008 год промышленными предприятиями города произведено продукции в действующих ценах в объёме 202395,5 млн тенге, снижение к прошлому году составило 92,6 %. Индекс физического объёма промышленной продукции по состоянию на 1 января 2009 года по сравнению с 2007 годом сложился на уровне 102,4 %.
Снижение объёмов по добыче цинка, серебра, и золота обусловливается низким процентным содержанием данных металлов в руде. Снижение выпуска ювелирных изделий связано с уменьшением спроса, нет рынка сбыта.

## Инфраструктура
- В городе имеется 8 гостиниц с общим количеством 185 мест. Из них 2 — трёхзвёздочные — «Альпина» и гостиничный комплекс «Жемчужина».
- Работают спортивно-оздоровительный комплексы «Барс», «Металлург», водно—спортивная станция.
- Действуют историко-краеведческий музей, сеть библиотек и ресторанов, стадионы «Металлург» и «Строитель».
- В летний период на озере работают прогулочные катера и лодки. В советское время на плаву был прогулочный катер «Металлург», который совершал 3—4 рейса в день.
- В 70 км на север от города находится урочище Бектау-Ата, с зонами отдыха и летним лагерем для детей.
- Дворец Культуры металлургов имени Хамзина.
- Кинотеатр «Алем-Синема» (во Дворце культуры металлургов) — функционировал в советское время, в 1990-х закрылся, восстановлен и модернизирован в 2015 году.
- Городская больница, Поликлиника № 1, 2, 3, Инфекционная больница

В систему образования города входят 36(?) городских учебных заведений — 10 детских садов, 7 колледжей, 21 общеобразовательная школа. В системе городского образования работают 942 учителя.
Филиалы высших учебных заведений:
- Казахстанско-российский университет
- Современная гуманитарная академия г. Москвы

Школы:
- С казахским языком обучения: Лицей № 2,СШ № 5,Гимназия № 7,СШ № 8,СШ № 9,СШ № 15,СШ № 16,СШ № 24.
- С русским языком обучения: СШ № 1,СШ № 4,СШ № 10,СШ № 17.
- Смешанные школы: Городская гимназия, вечерняя школа при АК159/21

Колледжи:
- Балхашский многопрофильный колледж (каз/рус языки обучения)
- ГУ «Балхашский гуманитарно-технический колледж имени Алихана Мусина» (каз/рус язык обучения)
- ГУ «Балхашский медицинский колледж» (каз. язык обучения)
- Колледж корпорации «Казахмыс» (каз/рус язык обучения)
- Колледж актуального образования «Болашак» (каз/рус язык обучения)
- Балхашский технический колледж (каз. язык обучения)
- Балхашский колледж сервиса (каз. язык обучения)

### Транспорт
Автотранспорт
| №  | Маршрут автобуса                                              |
| -- | ------------------------------------------------------------- |
| 1  | Универсам — БГМК                                              |
| 1б | 12 мкр. — БГМК                                                |
| 2  | Автовокзал — Ж/д вокзал Балхаш-1 (Старый вокзал)              |
| 3  | Автовокзал — пос. Шашубай (Озёрный)                           |
| 3а | Ж/д вокзал Балхаш-2 — Рембаза (через пос. Шашубай)            |
| 3б | Ж/д вокзал Балхаш-2 — Белый Камень (с апреля по октябрь)      |
| 4  | Автовокзал — мкр. Конырат (пос. Коунрадский)                  |
| 5  | Автовокзал — Аэропорт (не ходит)                              |
| 6  | Автовокзал — пос. Шыгыс-Конырат (Восточно-Коунрадский)        |
| 7  | Автовокзал — Ботсад (ходит только до Зелёного мыса)           |
| 9  | Автовокзал — Торангылык — Чубар-Тюбек (не ходит?)             |
| 11 | Ж/д вокзал Балхаш-2 — БГМК (через автовокзал)                 |
| 12 | 90-й квартал — Ж/д вокзал Балхаш-2 (через автовокзал)         |
| 14 | 90-й квартал — ТЭЦ (через автовокзал)                         |
| 15 | Ж/д вокзал Балхаш-2 — БГМК / 21 квартал (через плав. бассейн) |
| 16 | пос. Рабочий — БГМК                                           |
| —  | БГМК — Профилакторий-Санаторий (ведомственный)                |

Междугородный транспорт
- С Балхашского автовокзала ежедневно отправляются автобусы в Караганду, Алматы, Астану, Шымкент, Жезказган и в посёлки Актогайского района.
- В Балхаше имеются два железнодорожных вокзала: Балхаш-1 и Балхаш-2. Ежедневно отправляются поезда в Караганду, Семей, Жезгазган, а также прицепные вагоны Балхаш-Москва и Балхаш-Новосибирск.
- Балхашский аэропорт в советское время отправлял десятки рейсов во многие города СССР, но в начале 1990-х аэропорт пришёл в упадок. Полёты возобновились лишь спустя почти 20 лет, летом 2011 года. На октябрь 2012 года с периодичностью 3 раза в неделю выполняются рейсы в Жезказган (авиакомпания «Жезказган Эйр») Алматы и Астану (авиакомпания Южное небо).

## География
Город расположен на юге равнины Сарыарка в 380 км от Караганды, на берегу озера Балхаш у бухты Бертыс. Имеется железнодорожная станция, пристань и аэропорт.

## Средства массовой информации
- «Балхашский Рабочий» (городская газета, издаётся с 1932 года) — закрыта в 2017 по решению собственника
- «Пульс» (региональный еженедельник, издавался со 02.04.1998 г.) — закрыт с 1 марта 2022 г.
- «Северное Прибалхашье» (муниципальная газета городского акимата)
- «Балқаш Өңірі» (казахскоязычная версия Северного Прибалхашья)

## Религия
Большинство жителей города Балхаш — казахи — исповедуют ислам. В городе функционирует центральная мечеть под управлением «Духовного управления мусульман Казахстана».
Также в городе имеются храм Русской православной церкви и католическая церковь.

## Известные уроженцы
- Сергей Алексеевич Осипенко — российский серийный убийца.
- Жиров, Василий Валерьевич — казахстанский боксёр-профессионал, выступавший в первом тяжёлом весе и тяжёлой весовой категории.